# Komenda Rejonu Uzupełnień Buczacz

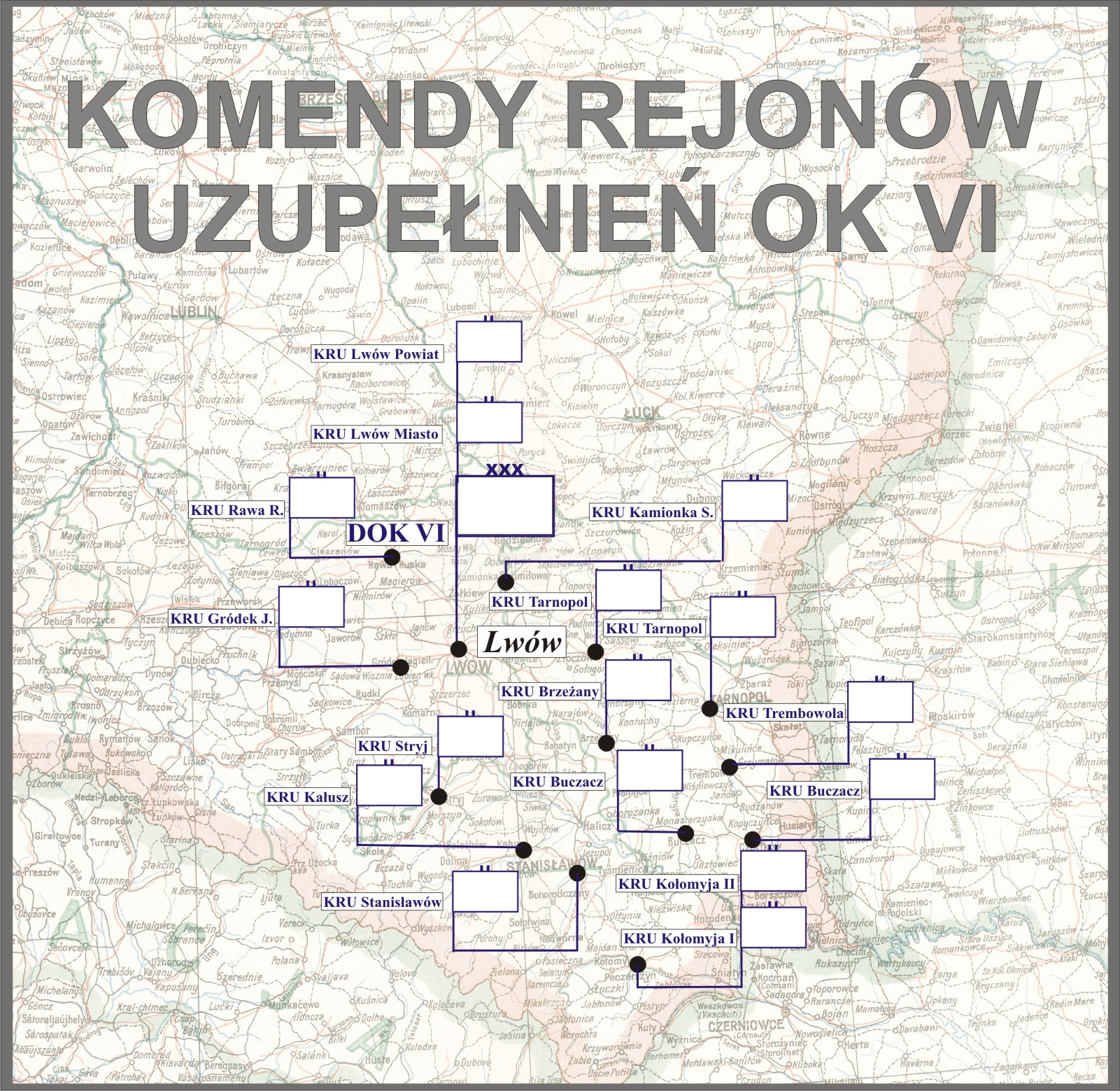
Komendy rejonów uzupełnień DOK VI

Komenda Rejonu Uzupełnień Buczacz (KRU Buczacz) – organ wojskowy właściwy w sprawach uzupełnień Sił Zbrojnych II Rzeczypospolitej i administracji rezerw w powierzonym mu rejonie.

## Historia komendy
Z dniem 15 listopada 1921 roku, po wprowadzeniu podziału kraju na dziesięć okręgów korpusów oraz wprowadzeniu pokojowej organizacji służby poborowej, na obszarze Okręgu Korpusu Nr VI została utworzona Powiatowa Komenda Uzupełnień Buczacz, która obejmowała swoją właściwością powiaty: buczacki i tłumacki. Powiat buczacki został wyłączony z dotychczasowej PKU 51 pp w Czortkowie, natomiast powiat tłumacki z PKU 48 pp w Stanisławowie. W każdym z powiatów miał rezydować oficer ewidencyjny. W 1923 roku stanowiska te nie zostały obsadzone.
Z dniem 1 czerwca 1922 roku została zlikwidowana gospoda inwalidzka przy PKU Buczacz.
18 listopada 1924 roku weszła w życie ustawa z dnia 23 maja 1924 roku o powszechnym obowiązku służby wojskowej, a 15 kwietnia 1925 roku rozporządzenie wykonawcze ministra spraw wojskowych do tejże ustawy, wydane 21 marca tego roku wspólnie z ministrami: spraw wewnętrznych, zagranicznych, sprawiedliwości, skarbu, kolei, wyznań religijnych i oświecenia publicznego, rolnictwa i dóbr państwowych oraz przemysłu i handlu. Wydanie obu aktów prawnych wiązało się z przejęciem przez władze cywilne (administracji I instancji) większości zadań związanych z przygotowaniem i przeprowadzeniem poboru. Przekazanie większości zadań władzom cywilnym umożliwiło organom służby poborowej zajęcie się wyłącznie racjonalnym rozdziałem rekruta oraz ewidencją i administracją rezerw. Do tych zadań dostosowana została organizacja wewnętrzna powiatowych komend uzupełnień i ich składy osobowe. Poszczególne komendy różniły się między sobą składem osobowym w zależności od wielkości administrowanego terenu.
Zadania i nowa organizacja PKU określone zostały w wydanej 27 maja 1925 roku instrukcji organizacyjnej służby poborowej na stopie pokojowej. W skład PKU Buczacz wchodziły dwa referaty: I) referat administracji rezerw i II) referat poborowy. Nowa organizacja i obsada służby poborowej na stopie pokojowej według stanów osobowych L. O. I. Szt. Gen. 3477/Org. 25 została ogłoszona 4 lutego 1926 roku. Z tą chwilą zniesione zostały stanowiska oficerów ewidencyjnych.
12 marca 1926 roku została ogłoszona obsada personalna Przysposobienia Wojskowego, zatwierdzona rozkazem Dep. I L. 6000/26 przez pełniącego obowiązki szefa Sztabu Generalnego gen. dyw. Edmunda Kesslera, w imieniu ministra spraw wojskowych. Zgodnie z nową organizacją pokojową Przysposobienia Wojskowego zostały zlikwidowane stanowiska oficerów instrukcyjnych przy PKU, a w ich miejsce utworzone rozkazem Oddz. I Szt. Gen. L. 7600/Org. 25 stanowiska oficerów przysposobienia wojskowego w pułkach piechoty.
Od 1926 roku, obok ustawy o powszechnym obowiązku służby wojskowej i rozporządzeń wykonawczych do niej, działalność PKU Buczacz normowała „Tymczasowa instrukcja służbowa dla PKU”, wprowadzona do użytku rozkazem MSWojsk. Dep. Piech. L. 100/26 Pob.
W marcu 1930 roku PKU Buczacz była nadal podporządkowana Dowództwu Okręgu Korpusu Nr VI we Lwowie i administrowała powiatami: buczackim i tłumackim. W grudniu tego roku komenda posiadała skład osobowy typ II.
31 lipca 1931 roku gen. dyw. Kazimierz Fabrycy, w zastępstwie ministra spraw wojskowych, rozkazem B. Og. Org. 4031 Org. wprowadził zmiany w organizacji służby poborowej na stopie pokojowej. Zmiany te polegały między innymi na zamianie stanowisk oficerów administracji w PKU na stanowiska oficerów broni (piechoty) oraz zmniejszeniu składu osobowego PKU typ I–IV o jednego oficera i zwiększeniu o jednego urzędnika II kategorii. Liczba szeregowych zawodowych i niezawodowych oraz urzędników III kategorii i niższych funkcjonariuszy pozostała bez zmian.
19 marca 1932 roku ogłoszono nadanie Krzyża Niepodległości st. sierż. Franciszkowi Kryska z PKU Buczacz.
1 lipca 1938 roku weszła w życie nowa organizacja służby uzupełnień, zgodnie z którą dotychczasowa PKU Buczacz została przemianowana na Komendę Rejonu Uzupełnień Buczacz przy czym nazwa ta zaczęła obowiązywać 1 września 1938 roku, z chwilą wejścia w życie ustawy z dnia 9 kwietnia 1938 roku o powszechnym obowiązku wojskowym. Obok wspomnianej ustawy i rozporządzeń wykonawczych do niej, działalność KRU Buczacz normowały przepisy służbowe MSWojsk. D.D.O. L. 500/Org. Tjn. Organizacja służby uzupełnień na stopie pokojowej z 13 czerwca 1938 roku. Zgodnie z tymi przepisami komenda rejonu uzupełnień była organem wykonawczym służby uzupełnień .
Komendant rejonu uzupełnień w sprawach dotyczących uzupełnień Sił Zbrojnych i administracji rezerw podlegał bezpośrednio dowódcy Okręgu Korpusu Nr VI, który był okręgowym organem kierowniczym służby uzupełnień. Rejon uzupełnień nie uległ zmianie i nadal obejmował powiaty: buczacki i tłumacki.

## Obsada personalna
Poniżej przedstawiono wykaz oficerów zajmujących stanowisko komendanta Powiatowej Komendy Uzupełnień i komendanta rejonu uzupełnień oraz wykaz osób funkcyjnych (oficerów i urzędników wojskowych) pełniących służbę w PKU i KRU Buczacz, z uwzględnieniem najważniejszych zmian organizacyjnych przeprowadzonych w 1926 i 1938 roku.
| Komendanci                                        | Komendanci              | Komendanci                       |
| ------------------------------------------------- | ----------------------- | -------------------------------- |
| Stopień, imię i nazwisko                          | Okres pełnienia funkcji | Kolejne stanowisko (dalsze losy) |
| mjr piech. Eugeniusz Sypniewski                   | 1923 – IV 1924          | komendant PKU Gostyń             |
| ppłk piech. Stanisław Wilusz                      | IV 1924 – VII 1925      | komendant PKU Nowy Sącz          |
| ppłk adm. gosp. Stanisław Feliks Stojowski-Jordan | VIII 1925 – II 1927     |                                  |
| mjr piech. Wojciech Walzer                        | III 1927 – III 1929     | dyspozycja dowódcy OK VI         |
| mjr art. Franciszek Wróbel                        | IX 1930 – 1938          | stan spoczynku                   |
| mjr piech. Stanisław I Czerwonka                  | 1939                    | dowódca II/9 pp                  |

| Obsada pozostałych stanowisk funkcyjnych PKU w latach 1923–1925 | Obsada pozostałych stanowisk funkcyjnych PKU w latach 1923–1925 | Obsada pozostałych stanowisk funkcyjnych PKU w latach 1923–1925 | Obsada pozostałych stanowisk funkcyjnych PKU w latach 1923–1925 |
| --------------------------------------------------------------- | --------------------------------------------------------------- | --------------------------------------------------------------- | --------------------------------------------------------------- |
| I referent                                                      | por. piech. Andrzej Jarski                                      | od V 1923                                                       |                                                                 |
| II referent                                                     | por. piech. Józef Jacuk                                         | 10 XI 1923 – VIII 1924                                          |                                                                 |
| II referent                                                     | urzędnik wojsk. XI rangi / por. kanc. Michał I Janowski         | od VIII 1924                                                    |                                                                 |
| oficer instrukcyjny                                             | kpt. piech. Kazimierz III Wróblewski                            | V 1924 – III 1926                                               | 48 pp                                                           |
| oficer ewidencyjny na powiat buczacki                           | urzędnik wojsk. XI rangi Józef Peniński                         | do IV 1924                                                      | PKU Czortków                                                    |
| oficer ewidencyjny na powiat buczacki                           | urzędnik wojsk. XI rangi Michał Janowski                        | IV – VIII 1924                                                  | II referent                                                     |
| oficer ewidencyjny na powiat buczacki                           | urzędnik wojsk. X rangi Michał Bohr                             | od II 1925                                                      |                                                                 |
| oficer ewidencyjny na powiat tłumacki                           | urzędnik wojsk. XI rangi / por. kanc. Antoni Fran               | 1923 – 1924                                                     |                                                                 |
| Obsada pozostałych stanowisk funkcyjnych PKU w latach 1926–1938 |                                                                 |                                                                 |                                                                 |
| kierownik I referatu administracji rezerw i zastępca komendanta | mjr piech. Wojciech Walzer                                      | II 1926 – II 1927                                               | komendant PKU                                                   |
| kierownik I referatu administracji rezerw i zastępca komendanta | kpt. piech. Fryderyk Toth                                       | VIII 1927 – XI 1928                                             | kierownik II referatu                                           |
| kierownik I referatu administracji rezerw i zastępca komendanta | mjr piech. Leon Klein                                           | XI 1928 – VIII 1929                                             | dyspozycja dowódcy OK VI                                        |
| kierownik I referatu administracji rezerw i zastępca komendanta | mjr art. Franciszek Wróbel                                      | XII 1929 – IX 1930                                              | komendant PKU                                                   |
| kierownik I referatu administracji rezerw i zastępca komendanta | kpt. piech. Jan Franciszek Turek                                | IX 1930 – VI 1938                                               | kierownik I referatu KRU                                        |
| kierownik II referatu poborowego                                | por. piech. Andrzej Jarski                                      | II 1926 – IV 1928                                               | PKU Bielsk Podlaski                                             |
| kierownik II referatu poborowego                                | kpt. piech. Fryderyk Toth                                       | XI 1928 – XII 1929                                              | DOK VI                                                          |
| kierownik II referatu poborowego                                | kpt. piech. Władysław Sanojca                                   | XII 1929 – VI 1938                                              | kierownik II referatu KRU                                       |
| referent                                                        | por. kanc. Michał I Janowski                                    | II 1926 – VIII 1929                                             | dyspozycja dowódcy OK VI                                        |
| referent                                                        | kpt. piech. Jan Franciszek Turek                                | XII 1929 – IX 1930                                              | kierownik I referatu                                            |
| Obsada pozostałych stanowisk funkcyjnych KRU w latach 1938–1939 |                                                                 |                                                                 |                                                                 |
| kierownik I referatu ewidencji                                  | kpt. adm. (piech.) Jan Franciszek Turek                         | 1938 – 1939                                                     |                                                                 |
| kierownik II referatu uzupełnień                                | kpt. adm. (piech.) Władysław Sanojca                            | 1938 – 1939                                                     | niemiecka niewola                                               |